# 胡彬郴
胡彬郴（1971年12月-），男，汉族，中华人民共和国政治人物，中共党员，在职硕士研究生学历，副总警监警衔。现任江苏省人民政府副省长、江苏省公安厅厅长。曾任中华人民共和国公安部部长助理兼办公厅主任。

## 经历
胡彬郴曾历任中国驻美国大使馆警务参赞、公安部国际合作局副局长、公安部国际合作局局长等职。2021年3月，在担任公安部国际合作局副局长期间当选国际刑警组织亞洲地區執行委員，任期3年。
2024年4月升任中华人民共和国公安部部长助理，同年7月兼任公安部办公厅主任。
2025年5月调往江苏省，出任江苏省人民政府党组成员、副省长、江苏省公安厅厅长、党委书记、督察长，省委政法委副书记，晋升副部级。